# Хаща
Ха̀ща (на норвежки: Harstad) е град и едноименна община в южната част на северна Норвегия. Разположен е на брега на Норвежко море в южната част на фиорда Вогсфьор, фюлке Тромс. Получава статут на град през 1904 г. Има пристанище. Хаща е вторият по големина град във фюлке Тромс след Тромсьо. Население около 19 500 жители според данни от преброяването към 1 януари 2008 г.

## Побратимени градове
- Вааса Финландия
- Умео Швеция